# Bormenville
Bormenville est un hameau belge de la commune de Havelange situé en Région wallonne dans la province de Namur. Il fait partie de la section de Flostoy.
Bormenville comprend un ensemble de bâtiments intéressants ; en face de la ferme de la Chapelle, ensemble traditionnel, se trouve la chapelle Saint-Laurent, existant depuis la fin du XVIIe siècle, mais reconstruite vers 1860 en style néo-roman ; sa crypte abrite la sépulture de la famille de Berlaymont.
De l'autre côté du chemin, le château en ruines est encore flanqué de sa ferme dont les écuries avec leurs voûtes et leurs piliers sont remarquables.
En face du château, se trouve la fontaine Saint-Laurent dont l'eau aurait des propriétés miraculeuses.
À quelques centaines de mètres en direction de Barsy se trouve la Caracole (appelée parfois le trou du pendu), ancienne glacière du château datant de la fin du XVIIIe siècle.
À quelques centaines de mètres également, de l'autre côté de la route nationale, se trouvait une gare sur la ligne de chemin de fer 126 Statte (Huy) - Ciney, qui desservait un sanatorium.